# Crypto File System
CFS – linuksowy, kryptograficzny system plików (program komputerowy), pozwalający na niezależne od aplikacji szyfrowanie/deszyfrowanie katalogów bez modyfikacji jądra. 
CFS pozostawia jednak widoczną strukturę katalogów i wielkość zbiorów. Wady tej nie mają programy szyfrujące całe partycje (np. loop-aes).

## Komendy
| cmkdir .a        | – tworzy katalog „.a” do przechowywania zaszyfrowanych danych |
| cattach .a tajny | – udostępnia zawartość katalogu „.a” pod nazwą „tajny”        |
| cdetach tajny    | – ukrywa katalog „tajny”                                      |